# Памятник Петру Добрынину
Па́мятник Петру́ Добры́нину — памятник революционеру, участнику Октябрьского вооружённого восстания в Москве Петру Добрынину. Установлен 4 июля 1967 года по инициативе пионеров и школьников Москворецкого района у вестибюля станции метро «Добрынинская». Авторами проекта являются скульптор Геннадий Дмитриевич Распопов и архитектор В. М. Пясковский. В 1997-м отнесён к объектам культурного наследия регионального значения. Последние реставрационные работы проводились в 2009 году и включали очистку от различных загрязнений гранитной поверхности, докомпоновку сколов камня, антисептирование и консервационные работы.
Бюст из красного гранита расположен на высоком постаменте, на котором высечена надпись: «Большевик Петр Добрынин (род. в 1894 г.) — один из организаторов Красной гвардии Замоскворечья. Погиб за советскую власть в дни октябрьских боев 1917 г. в Москве».